# Samsung Gear 360
A Samsung Gear 360 é a primeira câmara de 360 graus da Samsung Electronics. Foi lançada como parte da família de dispositivos Samsung Gear. Utiliza duas câmaras para tirar fotografias e vídeos de 360°. 

## História
Em 29 de abril de 2016, a Samsung lançou o Gear 360 na Coreia e em Cingapura. É compatível com o Samsung Galaxy S6 e posteriores. Os críticos elogiaram a facilidade de uso e o formato compacto. 
Em abril de 2017, uma versão atualizada do Samsung Gear 360 foi lançada.  O design mudou significativamente e três recursos foram atualizados: a resolução do vídeo foi aumentada para 4K, a funcionalidade de transmissão ao vivo foi adicionada e a estabilização de imagem foi adicionada.  Também funciona com dispositivos iOS.